# Aetingen
Aetingen es una comuna suiza del cantón de Soleura, situada en el distrito de Bucheggberg. Limita al norte con las comunas de Brügglen y Kyburg-Buchegg, al este con Bätterkinden (BE), al sur con Limpach (BE), al oeste con Unterramsern, y al noroeste con Mühledorf.

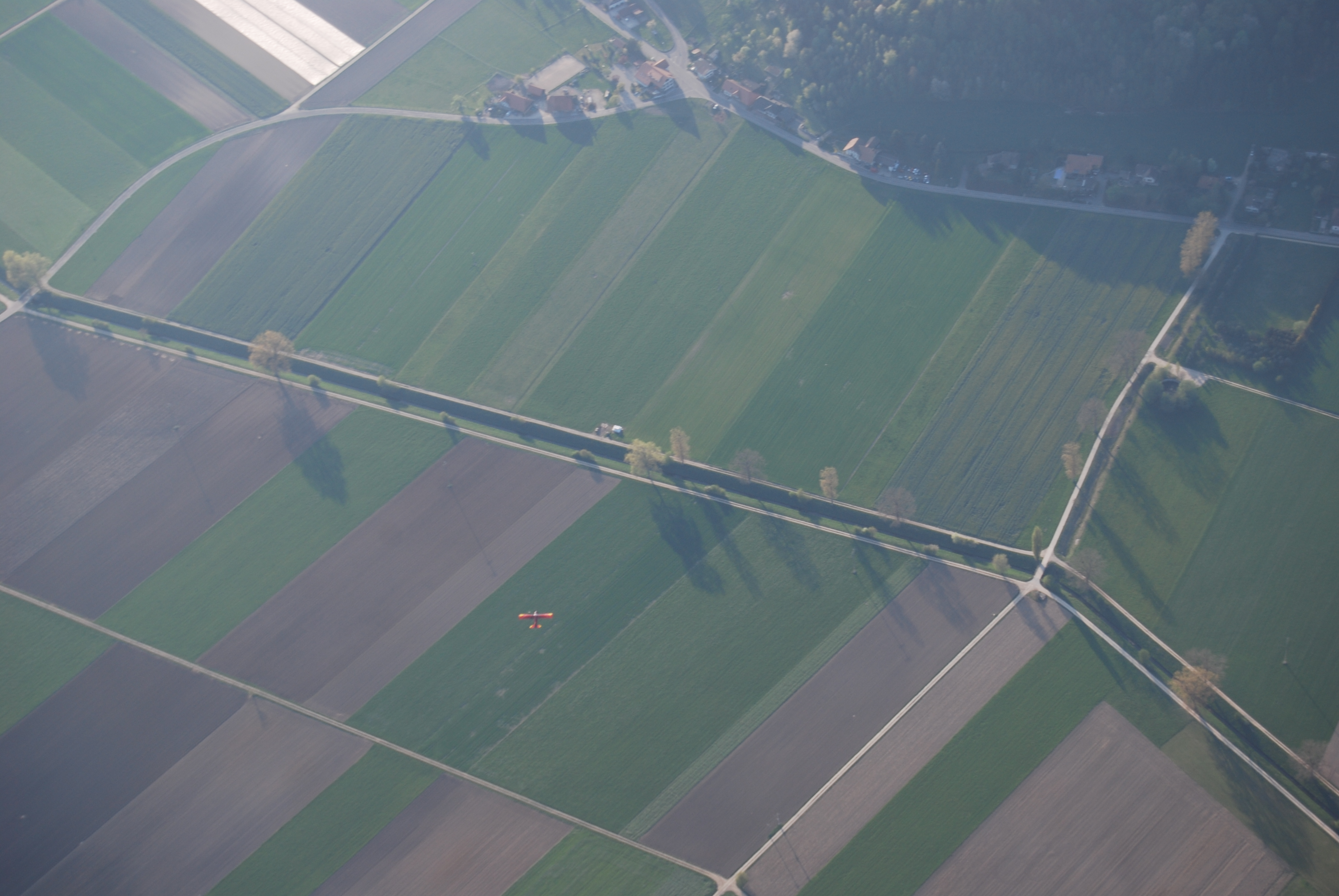
Brittern (Aetingen)